# Colom imperial ventre-rogenc
El colom imperial ventre-rogenc  (Ducula rufigaster) és una espècie d'ocell de la família dels colúmbids (Columbidae) que habita boscos de Nova Guinea i les illes Raja Ampat.